# ルイス・アントニオ・デ・ボルボーン・イ・ファルネシオ
ルイス・アントニオ・デ・ボルボーン・イ・ファルネシオ（スペイン語: Luis Antonio Jaime de Borbón y Farnesio, de Baviera y d'Este, 1727年7月25日 - 1785年8月7日）は、スペインの王族。トレド大司教及び第13代チンチョン伯。

## 概要
スペイン王フェリペ5世と王妃イサベル・デ・ファルネシオの三男としてマドリードで誕生した。幼い頃から聖職者として養育され、8歳で金羊毛騎士団員、トレド大司教、ローマのサンタ・マリア・デッラ・スカラ教会の枢機卿となった（1754年に職位を返上している）。枢機卿となった世界最年少年齢として、ギネス・ワールド・レコーズに記載されている。
1759年、異母兄フェルナンド6世が嫡子のないまま死ぬと、ルイスは還俗して王位に就くことを夢見た。彼は、同母兄カルロが当時ナポリとシチリアの王位に、フィリッポがパルマ公位に就いていたことから、スペインにいる王位継承者は自分だけだと主張したのである。このため、カルロス3世として即位した兄に疎まれた。カルロスは空位となったナポリとシチリアの王位を、自分の次男フェルナンドへ与えた。ルイスは兄によってマドリードの宮廷から遠く離され、国内で流刑同然の状態に置かれた。
1776年頃、アラゴン貴族の女性マリア・テレサ・デ・バリャブリガと貴賤結婚し、3子をもうけた（他に1子を死産）。
- ルイス・マリア（英語版）（1777年 - 1823年） - トレド大司教、セビリア大司教、第14代チンチョン伯
- マリア・テレサ（1779年 - 1828年） - 第15代チンチョン女伯、スペイン宰相マヌエル・デ・ゴドイと結婚
- マリア・ルイサ（1780年 - 1846年） - サン・フェルナンド公と結婚

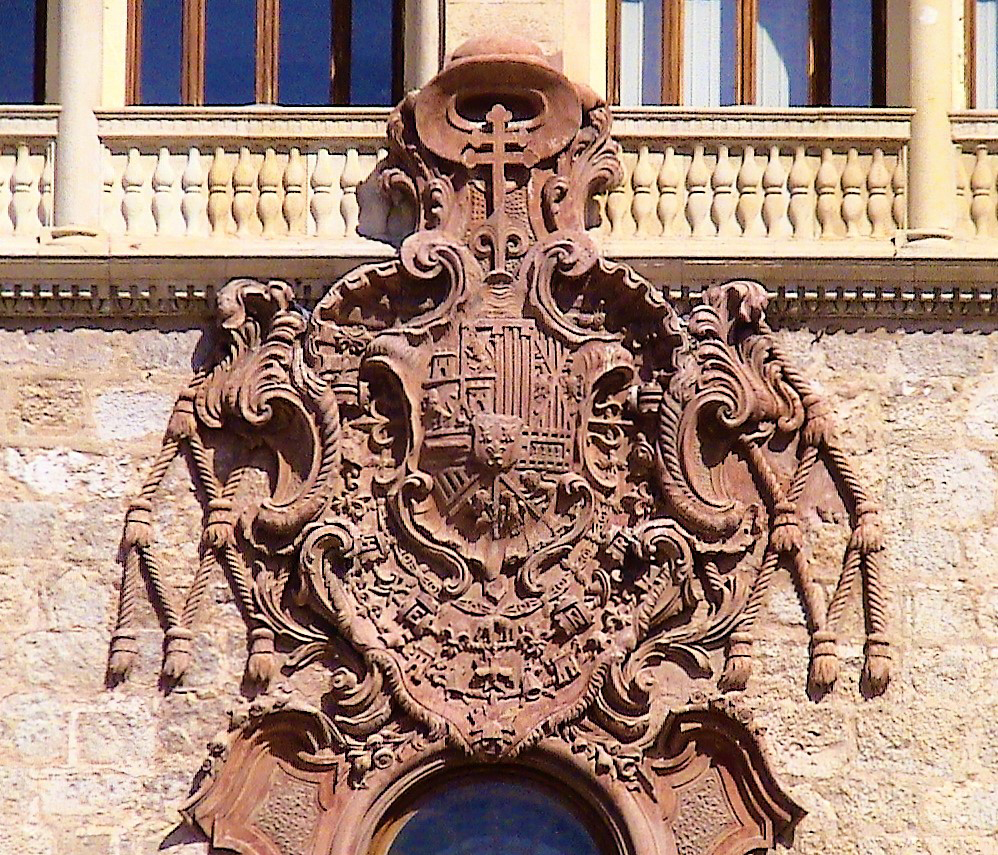
アルカラ・デ・エナーレスの大司教館、トレドの枢機卿にしてスペインの王子ルイスの紋章

ルイスは芸術と文化の愛好者であり、ルイジ・ボッケリーニやフランシスコ・デ・ゴヤの庇護者であった。